# Mach’ weiter, Emmanuelle
Mach' weiter, Emmanuelle (Originaltitewl: Carry On Emmannuelle) ist der 29. Film der Carry-On-Filmreihe.

## Inhalt
Emmannuelle Prevert ist die Frau von Emile Prevert, dem französischen Botschafter in London. Sie ist eine attraktive Frau, nur ihr Mann scheint das nicht zu bemerken und beschäftigt sich nur mit anderen Dingen. Dabei ist sie eine so leidenschaftliche Frau, die sich nach Liebe und Sex sehnt. Wenn ihr Mann es nicht will, müssen eben andere Männer ran und so schläft sie sich durch halb London, bis in die Betten des britischen Premierministers und des US-amerikanischen Botschafters. Das verursacht natürlich diverse Verwicklungen, erst recht, nachdem ein enttäuschter Liebhaber der Presse eine Liste mit all ihren Eroberungen zuspielt.

## Würdigung
Wie schon aus dem Titel ersichtlich, sollte dieser Film die Sex- und Erotikfilme im Allgemeinen und die Emmanuelle-Filme im Speziellen parodieren. Um eventuellen Regressansprüchen wegen Urheberrechtsverletzungen aus dem Wege zu gehen, schrieben die Verantwortlichen kurzerhand ein n mehr in Emmannuelle.
Die Dreharbeiten zu diesem Film dauerten nur knapp mehr als einen Monat, damit waren es die kürzesten Dreharbeiten aller Teile der Reihe. Nach Ansicht von Kritikern sehe man das dem Film auch an. Vor allem die wenigen verbliebenen ‚alten Hasen‘ der Reihe würden müde wirken und man merke ihnen an, dass mittlerweile fast 20 Jahre seit dem ersten Carry-On…-Film vergangen waren. Für Joan Sims, Peter Butterworth, Kenneth Connor und Kenneth Williams war es der letzte Auftritt in einem Film der Reihe. Auch für Victor Maddern, der nach 14 Jahren seinen ersten Auftritt seit Ist ja irre – Cäsar liebt Cleopatra hat, war es der letzte Einsatz. Eigentlich war auch Barbara Windsor eingeplant. Doch deren geplante Rolle in der Traumsequenz spielte nach Windsors Absage Claire Davenport.
Die Kritiker waren sich bei dem Film uneins wie selten. Für viele war der Film nur eine unter vielen Sexkomödien, für andere wiederum war er eine gelungene Satire auf eben jene. In seinen besten Stellen, vor allem dank der Hauptdarstellerin Suzanne Danielle ist er auch relativ gut und im Vergleich zu seinen Vorgängern eine immense Verbesserung. Jedoch sollte es nun bis 1992 dauern, bis der nächste und bisher letzte Teil der Serie erschien: Mach’s nochmal, Columbus.

## Kritiken
- „Mit diesem Versuch, die Soft-Pornos der „Emmanuelle“-Serie zu parodieren, ist die „Carry On“-Reihe an ihrem Tiefpunkt angelangt; der Humor liegt im Niveau nicht höher als das anvisierte Zielobjekt.“ – „Lexikon des internationalen Films“ (CD-ROM-Ausgabe), Systhema, München 1997